# Sofia Nati
Sofia Nati (Oberhausen, 19 april 1993) is een Duits-Grieks voetbalspeelster. Ze werd in Duitsland geboren uit Griekse ouders, en heeft daarom een dubbele nationaliteit.
Ze speelde in de Duitse Bundesliga (vrouwenvoetbal) en twee seizoenen voor PSV in de Nederlandse Eredivisie.

## Statistieken
| Seizoen | Club   | Land      | Competitie | Wedstrijden | Doelpunten |
| ------- | ------ | --------- | ---------- | ----------- | ---------- |
| 2008/09 |        | Duitsland | FRB        | ?           | 6          |
| 2009/10 |        | Duitsland | FRB        | 19          | 3          |
| 2011/12 |        | Duitsland | FRB        | 14          | 1          |
| 2011/12 |        | Duitsland | FRB 2      | 1           | 0          |
| 2012/13 |        | Duitsland | FRB        | 3           | 0          |
| 2012/13 |        | Duitsland | FRB 2      | 3           | 2          |
| 2013/14 |        | Duitsland | FRB        | 18          | 11         |
| 2014/15 |        | Duitsland | FRB        | 20          | 0          |
| 2015/16 |        | Duitsland | FRB 2      | 20          | 21         |
| 2016/17 |        | Duitsland | FRB        | 10          | 2          |
| 2017/18 |        | Duitsland | FRB        | 6           | 1          |
| 2017/18 |        | Nederland | Eredivisie | 5           | 1          |
| 2018/19 |        | Nederland | Eredivisie | 5           | 1          |
| 2018/19 |        | Duitsland | FRB        | 4           | 3          |
| Totaal  | Totaal | Totaal    | Totaal     | 128         | 52         |

Laatste update: oktober 2020

## Interlands
Nati die ook de Griekse nationaliteit heeft, is ze eerst voor het Duits nationale elftal uitgekomen. In 2007 voor Duitsland O15, en daarna voor O17 en O19.
In 2016 speelde ook voor het Grieks vrouwenvoetbalelftal.